# Cratere Amed
Amed è un cratere sulla superficie di Marte.